# نی داخونگ
نی داخونگ (倪大红؛ زادهٔ ۱۹۶۰ میلادی) بازیگر اهل چین است.
از فیلم‌ها یا مجموعه‌های تلویزیونی که وی در آن‌ها نقش داشته است می‌توان به سه پادشاهی  و نفرین گل طلایی اشاره نمود.